# Tatsuzō Ishikawa
 (décembre 2021).
Si vous disposez d'ouvrages ou d'articles de référence ou si vous connaissez des sites web de qualité traitant du thème abordé ici, merci de compléter l'article en donnant les références utiles à sa vérifiabilité et en les liant à la section « Notes et références ».
Pour les articles homonymes, voir Ishikawa.
Tatsuzō Ishikawa (石川 達三, Ishikawa Tatsuzō) est un auteur japonais, lauréat du premier prix Akutagawa en 1935 pour son livre Sōbō qui retrace son expérience de fermier au Brésil.
Il grandit à Kyoto et dans la préfecture d'Okayama, puis part étudier à l'Université Waseda. Il émigre et travaille comme fermier au Brésil, avant de rentrer au Japon, puis d'être envoyé en Chine, à Nankin puis à Shanghai dans un escadron lié au massacre de Nankin. De cette dernière expérience, il tire un livre, Ikite iru Heitai.
Il remporte par ailleurs le prix Kan Kikuchi pour son œuvre littéraire en 1969.